# 苏铁素
苏铁素或苏铁苷（英語：Cycasin）是存在苏铁目植物中的一种甲基氧化偶氮类糖苷物质，具有致癌性和神经毒性，会引起呕吐、腹泻、虚弱、癫痫发作、药物性肝损伤。摄入后会在体内代谢水解形成葡萄糖和甲基氧化偶氮甲醇（MAM），后者并进一步降解产生有毒的甲醛和重氮甲烷。
苏铁素除了会诱发药物性肝损伤，当牛羊等动物摄入这类植物的叶片或其他部分时，还会产生致命的苏铁科中毒症状。

### 生态学意义
因为蓝边美灰蝶幼虫以南美苏铁为食，因此该虫也含有苏铁素。

### 西米制备
因为有种西米是由苏铁为原料制备得到，即苏铁西米，因此生产这类西米的苏铁必须去除果肉中苏铁素和BMAA等毒素。首先将苏铁的果肉、种子和根干燥并磨成细粉，浸入沸水后沥干水分，滤出有毒物质，留下淀粉。将得到的淀粉块捣碎后进行交替浸出、干燥和捣碎步骤多次，确保尽可能地滤出毒素，直到获得精粉。

## 结构
苏铁素是由苷元甲基氧化偶氮甲醇的β位与葡萄糖基连接形成的葡萄糖苷。其分子中的偶氮结构为Z式构型，即与偶氮结构连接的氧原子与葡萄糖基位于双键同侧。

## 毒性
苏铁素的口服半数致死量为500 mg/kg。注射苏铁素不会造成任何永久性不良反应，因此摄入苏铁素不会立刻致死，但会导致一系列肝脏和神经损害，长期接触还会致癌。其毒性机制是通过肠道中的β-葡萄糖苷酶产生，苏铁素遇见该酶后分解形成葡萄糖和甲基氧化偶氮甲醇（MAM），然后MAM自发分解产生甲醛和重氮甲烷正离子，虽然产生的甲醛不足以产生毒性，但重氮甲烷正离子是一种强力的甲基化剂，会使DNA甲基化产生长期损害和癌症风险提高。

甲基氧化偶氮甲醇(MAM)

### 中毒症状
苏铁素的早期中毒症状为呕吐、恶心、腹痛和腹泻，进入后期则变成肝功能障碍或肝衰竭。其他症状还包括虚弱、癫痫发作等。

### 大动物苏铁科中毒
牛、羊、马、猪等牲畜摄入苏铁的生叶、果实以及粉末后会产生名为苏铁科中毒的神经综合征。在英语中又称为“Zamia staggers”，直译为“泽米属蹒跚症”，得名于原产于中、南美洲的苏铁目泽米属（Zamia）。该病的临床特征是体重减轻并伴随后肢横向摆动，虚弱、共济失调和后肢本体感觉缺陷以及消耗性萎缩；同时还会导致脑、脊髓和背根神经节髓鞘脱失和轴索退化等症状。

### Lytico-Bodig病与苏铁假说
Lytico-Bodig病（关岛型肌萎缩侧索硬化-帕金森综合征-痴呆复合征，简称关岛型ALS/PDC）是特发于马里亚纳群岛，尤其是关岛的查莫罗人身上一种病因未知的神经退化性疾病，特点是同时具备肌萎缩侧索硬化和帕金森病的特征。症状包括肌肉萎缩、颌面麻痹、无法说话或吞咽以及痴呆，进入后期还会发展成膈肌和呼吸辅肌瘫痪，且所有情况下均为致命的症状。
研究者通过观察查当地查莫罗人的饮食，提出了“苏铁假说”（Cycad hypothesis）。在当地查莫罗人有一种类似西米，名为“fadang”的粉，而且是当地饮食的主要部分。其由原产于当地的密克罗尼西亚苏铁（又称关岛苏铁，学名：Cycas micronesica）种子为原料制备得到，因其种子种含有很高浓度的毒素，所以最初提出了“关岛型ALS/PDC是当地人食用了加工不当的fadang粉所导致”的假说。由于在动物模型实验中无法重现这一机制，导致该假说被否定。

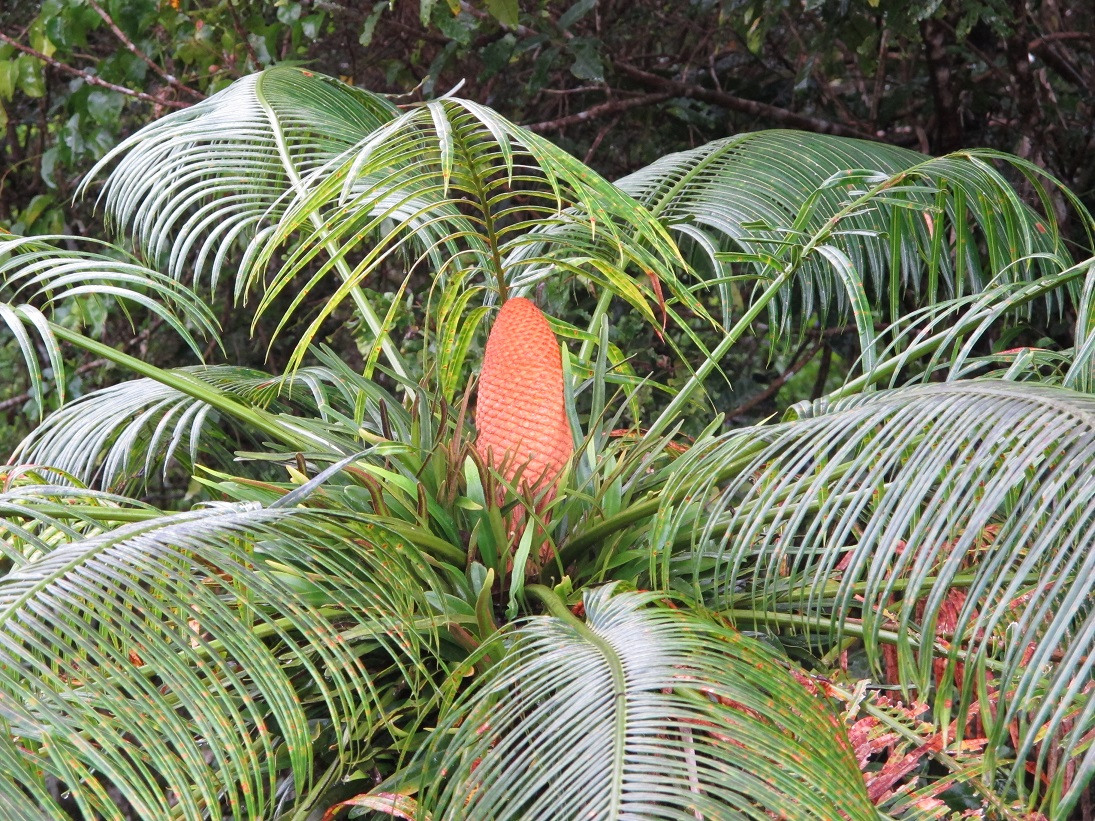
密克罗尼西亚苏铁，查莫罗人食用的苏铁物种之一

保罗·艾伦·科克斯和奥利佛·萨克斯通过观察莫罗人饮食中的其他元素，提出了苏铁假说的修正版本：寄生于当地苏铁根部的蓝细菌代谢产生Β-甲氨基-L-丙氨酸（BMAA）被苏铁吸收，而岛上的狐蝠嗜食苏铁果，加之查莫罗人又将狐蝠作为传统食物，导致狐蝠体内脂肪积累的高浓度神经性毒素BMAA随食物进入查莫罗人体内，造成了这种地区性疾病的产生。